# Poa pseudoattenuata
Poa pseudoattenuata är en gräsart som beskrevs av N.S. Probatova. Poa pseudoattenuata ingår i släktet gröen, och familjen gräs. Inga underarter finns listade i Catalogue of Life.